# 1976 en Tunisie
Chronologie de la Tunisie
- 1972
- 1973
- 1974
- 1975
- 1976
- 1977
- 1978
- 1979
- 1980

Cet article présente les faits marquants de l'année 1976 en Tunisie ou relatifs à la Tunisie.

## Événements
- Le président Habib Bourguiba fait confectionner son cercueil et prépare le déroulement de ses funérailles : « Dès sa mort, Bourguiba Jr. devait informer une série de chefs d'État, dont il dresserait la liste, afin que le maximum d'entre eux puisse venir. Pour cela, il convenait de différer de deux jours, après l'annonce de son décès, le déroulement des obsèques. Et surtout, parce qu'il fallait associer au deuil la Tunisie entière, son corps devait être amené lentement, solennellement, de Carthage à Monastir. Ne laissant rien au hasard, il avait divisé le parcours de 140 kilomètres entre les deux villes, de façon que chacun des vingt gouvernorats soit chargé de faire transporter son cercueil sur une distance égale »[1].
- janvier : quatorze étudiants ayant organisé une manifestation de solidarité avec leurs cinq collègues, condamnés à des peines de prison en décembre 1975 pour injure au chef de l'État et vol de document, sont également traduits en justice ; douze d'entre sont condamnés à des peines de prison ferme[2].
- avril : une réforme constitutionnelle confirme le Premier ministre comme successeur constitutionnel ; Habib Bourguiba est frappé durant l'automne par une nouvelle dépression, mal qui l'affecte périodiquement depuis cinq ans, et reste enfermé au palais présidentiel de Carthage, où il ne reçoit presque plus personne[3].
- mai : dix étudiants comparaissent devant le tribunal correctionnel de Tunis après l'organisation d'une manifestation ; ils sont jugés pour atteinte à la dignité du chef de l'État, atteinte à l'ordre public et organisation d'une manifestation sur la voie publique ; cinq d'entre eux écopent de peines de quatre mois de prison[2].

## Sports
- Tunisie aux Jeux olympiques d'été de 1976
- Championnat d'Afrique masculin de volley-ball 1976
- Championnats de Tunisie d'athlétisme 1976

### Football
- Coupe du Maghreb des clubs champions 1975-1976
- Équipe de Tunisie de football en 1976
- Championnat de Tunisie de football 1975-1976
- Championnat de Tunisie de football 1976-1977
- Coupe de Tunisie de football 1975-1976
- Coupe de Tunisie de football 1976-1977

### Handball
- Championnat de Tunisie masculin de handball 1975-1976
- Championnat de Tunisie masculin de handball 1976-1977

### Volley-ball
- Équipe de Tunisie de volley-ball en 1976
- Championnat de Tunisie masculin de volley-ball 1975-1976
- Championnat de Tunisie masculin de volley-ball 1976-1977

## Culture
- Fatma 75, documentaire-fiction tunisien arabophone réalisé en 1976 par Salma Baccar ; il est centré sur le thème du Code du statut personnel et fait de Baccar la première femme réalisatrice d'un long métrage de fiction en Tunisie[4].

## Naissances en 1976
- Naissance en Tunisie en 1976

## Décès en 1976
- Décès en Tunisie en 1976